# Neomammillaria tacubayensis
Neomammillaria tacubayensis là một loài thực vật có hoa trong họ Cactaceae. Loài này được (Fedde) Britton & Rose mô tả khoa học đầu tiên năm 1923.